# Kirche Forstwolfersdorf

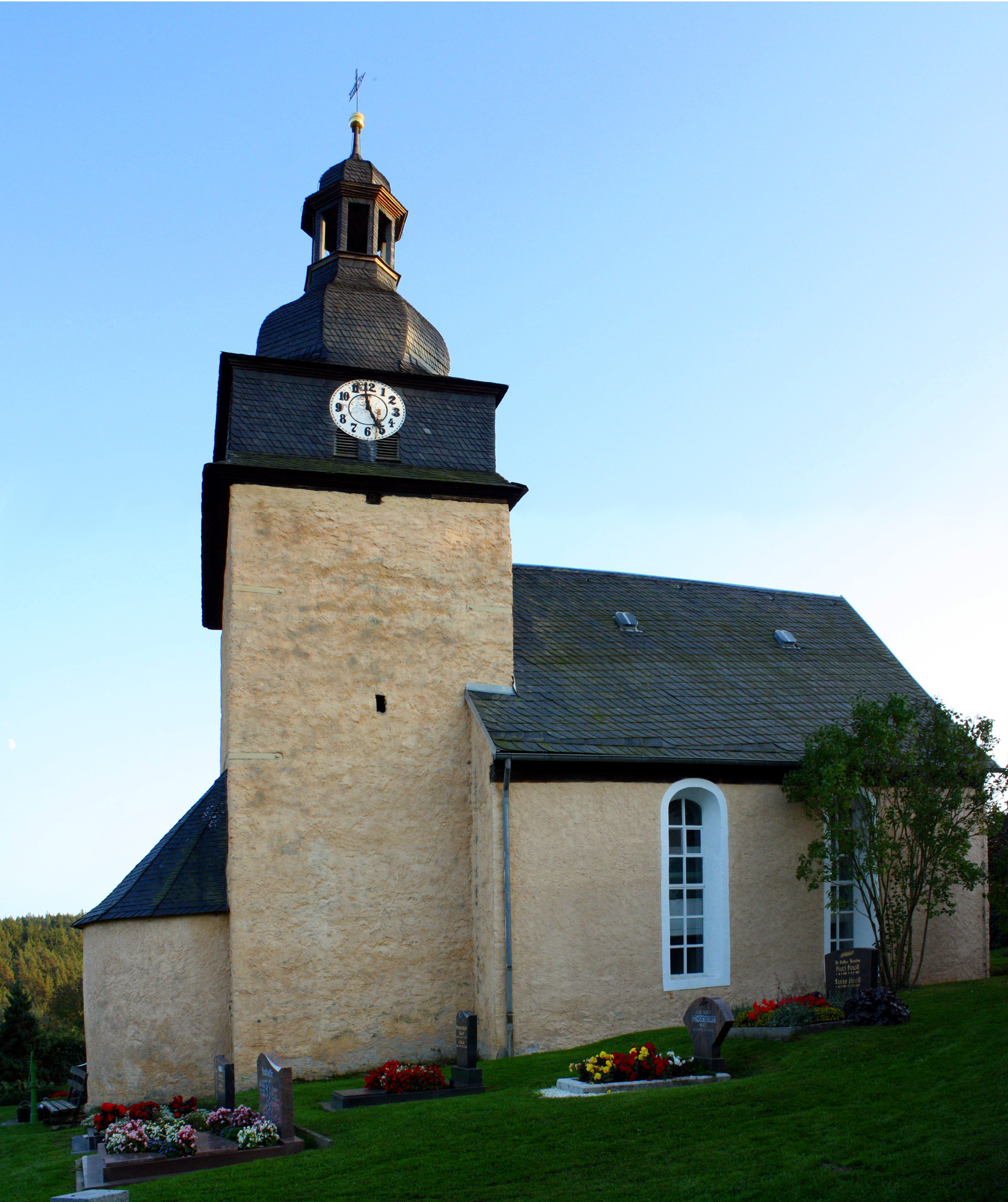
Kirche Forstwolfersdorf

Die evangelisch-lutherische Filialkirche Forstwolfersdorf steht in Forstwolfersdorf, einem Ortsteil der Gemeinde Harth-Pöllnitz im Landkreis Greiz in Thüringen. Die Kirchengemeinde Forstwolfersdorf gehört zum Pfarrbereich Niederpöllnitz im Kirchenkreis Gera der Evangelischen Kirche in Mitteldeutschland.

## Beschreibung
Die Saalkirche romanischen Ursprungs hat einen eingezogenen, quadratischen Chorturm und eine halbrunde Apsis mit Apsiskalotte. Das gegenwärtige Erscheinungsbild ist von mehreren Umbauten geprägt. An der Südseite der Apsis ist ein spätgotisches kielbogiges Fenster mit einem Gewände aus Stabwerk. Das oberste Geschoss des Turms ist aus Fachwerk. Darüber befindet sich eine schiefergedeckte Zwiebelhaube, bekrönt mit einer Laterne. Das schiefergedeckte Kirchenschiff ist innen mit einer Holzbalkendecke überspannt. Die Emporen wurden im 18. Jahrhundert eingebaut. Die Kirchenausstattung ist schlicht. Bei der letzten Renovierung des Inneren 1964–1966 wurde der Kanzelaltar abgebrochen. Der Kanzelkorb wurde an der Südseite des Triumphbogens aufgestellt. Im Chor stehen vier große geschnitzte Statuen aus einem Altarretabel des frühen 16. Jahrhunderts. Es sind Petrus, Paulus, Jakobus und ein weiterer, nicht identifizierter Heiliger. Auf der Westempore steht eine Orgel mit 8 Registern, verteilt auf ein Manual und ein Pedal, die 1775 von Christian Wilhelm Trampeli gebaut wurde. Sie wurde 2012–2013 restauriert.